# Bienvenue à Larkroad
Bienvenue à Larkroad (Lærkevej) est une série télévisée comique danoise en 22 épisodes de 45 minutes diffusée du 24 septembre 2009 au 25 novembre 2010 sur TV 2 Danmark. Elle a été sélectionnée au Festival de télévision de Monte-Carlo 2010. Le scénario se déroule dans un lotissement, et met en scène la vie mouvementée de ses habitants. 
En France, elle a été diffusée à partir du 14 février 2011 sur Jimmy, en Suisse sur RTS Un et au Québec à partir du 31 août 2011 sur Séries+.

## Synopsis
Sune, Katrine et Mathilde Holm sont frère et sœurs. Sune, chef étoilé d’un restaurant de Copenhague, connaît de sérieux ennuis. Ils décident tous les trois d'emménager dans un petit lotissement tranquille en banlieue de Copenhague, pour y cacher un secret... Mais derrière des apparences sans histoire, la fratrie ne tardera pas à découvrir que leurs nouveaux voisins n'ont pas des vies aussi tranquilles qu'il n'y paraît, et eux-mêmes susciteront la curiosité dans le quartier... 

## Distribution
- Anette Støvelbæk : Astrid Borg
- Henrik Prip (da) (VF : Charles Borg) : Kim Borg
- Laura Drasbæk (VF : Jessie Lambotte) : Katrine Holm
- Christian Tafdrup : Sune Holm
- Sarah-Sofie Boussnina : Mathilde Holm
- Claus Riis Østergaard (da) : Andreas Norén
- Mille Hoffmeyer Lehfeldt : Monica Dam
- Bebiane Ivalo Kreutzmann (da) : Selma Dam
- Søren Spanning (da) (VF : Frédéric Souterelle) : Torben Dahl
- Søs Egelind (VF : Nikie Lescot) : Elisabeth Sachs

 Source et légende : version française (VF) sur RS Doublage

## Fiche technique
- Régisseur : Kasper Gaardsøe
- Producteurs : Mie Andreasen, Tomas Hostrup-Larsen et Rasmus Thorsen

## Épisodes
Ci-dessous la liste des épisodes :

### Première saison (2009)
1. Les Coupables (De skyldige)
2. Avant le mariage… (Før brylluppet)
3. Chaque secret à un voisin (Alle hemmeligheder har en nabo)
4. La Main redoutable (Den stærkeste hånd)
5. C'est la vie (Sådan er livet)
6. Paix en ce village (Fred her til lands)
7. Hansel et Gretel (Hans og Grethe)
8. Libre comme l'oiseau (Fri som fuglen)
9. Le Cinquième Commandement (Det 5. bud)
10. La Beauté qui nous entoure (Dejlig er jorden)

### Deuxième saison (2010)
1. Bon débarras (Har I nogen I skal af med?)
2. Qui veut gagner des millions ? (Er det dit endelige svar?)
3. Le Collectionneur de culottes (Fissehviskeren)
4. Père la morale (Lad være at se så frelst ud!)
5. Le Sous-directeur des forêts (Underdirektøren for det hele)
6. Le Gros « petit cochon » (Din lille fede kælegris)
7. Un silence coquin (Den frække stilhed)
8. Charmant (Flotte fyr)
9. Jouet insolite (Nyt legetøj)
10. Ivresse de vivre (Vand på flaske)
11. Une fête-surprise (Jeg har også slået en ihjel)
12. Les Fantômes du passé (Pas på Lærkevej)

## Commentaires
Un film long métrage a été tourné sur la base de ce feuilleton en 2011 : Lærkevej: Til døden os skiller (en français : Jusqu'à ce que la mort nous sépare), sorti au cinéma au Danemark le 2 février 2012.